# Claus von Ahlefeldt
Claus von Ahlefeldt (2. září 1614, Gelting – 1674 ) byl dánský polní maršál a velitel všech dánských vojenských sil v Norsku. Pocházel ze šlesvicko-holštýnského šlechtického rodu Ahlefeldt.Jeho rod vlastnil panství Gelting. Za své služby Dánskému království získal ocenění: Řád slona a Řád Dannebrog.

## Životopis
Claus von Ahlefeldt byl synem Carla von Ahlefeldta zu Koselau (1576 –1634) a Beaty von Rantzau. Nejprve sloužil jako komorník v císařské armádě.V Italii se zúčastnil války o mantovské dědictví. Od roku 1632 byl dobrovolníkem ve službách Valdštejnové armády. Následně se ve stejném roce nechal zapsat na univerzitu v Leidenu, v roce 1635 přesídlil na univerzitu v Paříži. V letech 1636 až 1639 byl dvorním panošem dánského krále Kristiána IV. V roce 1643 byl jmenován královským radou a následně se stal podplukovníkem dánského vojska. V letech 1644 až 1645 se zúčastnil Torstensonovy války proti Švédsku. Byl povýšen na generálmajora kavalerie. V roce 1648 se oženil s Alžbětou Gyldenlövovou (1633–1654), nemanželskou dcerou dánského krále. V roce 1656 až 1657 byl velitelem dragounského pluku. V roce 1658 velel obraně Kodaně ve válce proti Švédům. Následujícím roce byl povýšen na generálporučíka a zúčastnil se jako velitel kavalerie dánsko-norských jednotek bitvy u Nyborgu. Poté se stal vrchním velitel dánské armády v Norsku. V roce 1569 byl povýšen na polního maršála. Zemřel v roce 1674 a byl pohřben v kostele sv. Mikuláše v Kielu.

## Rodina
Claus von Ahlefeldt byl třikrát ženat.
- Kateřina von Qualen
  - Elenora Christine ∞ Frantz Monck
- Alžběta Sophie Gyldenlövová
  - Christine Sophie Amalie ∞ 1.Johan Carl van Dieden, ∞ 2. Claus von Oertzen, ∞ 3.Johann Gottfried von Kielmansegg[4]
- Anna Hedwig Buchwaldová
  - Carl (* 1656–1677), sloužil jako rytmistr v nizozemském vojsku, padl v bitvě u Saint-Omer, která předcházela bitvě u Casselu
  - Margarete Hedwig 1657 – 1659.
  - Anna Beate Elisabeth (1658 – 1710)
  - Friederike Sophie (1660 – 1663)
  - Daniel Josias (†1662)
  - Daniel Josias (1663 – 1689), padl v souboji